# Maria Agnès Ribera Garau
Maria Agnès Ribera Garau (Palma, 1790-Palma, 1861) fue una exmonja y escritora liberal mallorquina.

## Biografía
Fue la única hija, aunque ilegítima, de Jeroni Ignasi Ribera, heredero de una acaudalada familia de comerciantes ennoblecidos. Desde su nacimiento estuvo involucrada en una conspiración familiar para robarle su herencia, puesto que si Maria Agnès se hacía monja sus bienes pasarían a Bernat, su tío, cuando muriera su padre. Así el 1806 Jeroni Ribera decidió que la hija de once años entrara en un convento, en contra de su voluntad.
El 1820 María Agnès consiguió abandonar el convento, amparada por la ley de exclaustraciones. Pero, con el regreso del absolutismo, la familia y la iglesia reaccionaron queriendo que continuase siendo monja por lo cual se exilió en Francia y empezó un largo proceso para anular totalmente sus votos. Después de luchar contra los herederos Ribera por su herencia, de ser encarcelada en Madrid y de perder el proceso de anulación ante la Rota, el 1833 consiguió que se le reconociera la libertad, después de lograr personalmente su defensa en latín e italiano ante tres cardenales en el Vaticano.
Después se casaría y se dedicó a su afición por los libros y la escritura. Maria Agnès dejó muchas obras manuscritas inéditas de las cuales destaca un libro del 1833, seguramente el primer libro de viajes que se conoce escrito por una mujer, en Mallorca, y probablemente de España. Como buena liberal, compartía la herencia ilustrada de la necesidad de la instrucción y por eso se erigió en protectora del Colegio Femenino de la Pureza, obra de un relevante personaje del primer liberalismo mallorquín: el obispo Nadal. Gracias a sus importantes subvenciones consiguió que el 1860 que aquel centro educativo superara la crisis económica por la cual pasaba y pudiera continuar impartiendo clases, sin tenerse que integrar en ninguna congregación religiosa, hasta la refundación del centro por la Madre Alberta.
El año 2012, la profesora Isabel Peñarrubia i Marquès publicó la biografía de Maria Inés.

## Obra
- Medios poderosos para la perfecta enmienda de la vida o entera y durable conversión. Opúsculo entresacado de los venerables escritos del glorioso Obispo San Francisco de Sales; cono otros varios ejercicios conducentes a asegurar la salvación eterno (1847)
- Viage que yo María Inés Ribera y Garau hice á Valencia, Madrid, Roma y otras capitales extrangeras, y noticía de los monumentos, maravillas y curiosidades que observé en ellas (manuscrito, 1833)